# Церковь Покрова Пресвятой Богородицы (Горенские Выселки)
Церковь Покрова Пресвятой Богородицы — православный храм Воронежской епархии. Расположена в селе Горенские Выселки Новоусманского района Воронежской области.

## История
В первой половине XVII века земли, на которых в настоящее время расположены современные Горенские Выселки, принадлежали роду Небольсиных и назывались Левой Вершиной. В «Верстальной десятне воронежцов детей боярских» за 1638 год можно прочитать, что Михайло Неболсин получит за государеву службу «по отделу Дикого поля на пашню и сенные покосы в пустоши за Хавой в урочище Левой Вершины 200 четвертей и денег 6 рублей».
В начале XIX века Семен, Филипп и Федот Небольсины наследуют земли в Левой Вершине. В середине XIX века Левая Вершина постепенно превращается в большую деревню. В 1847 году в соседнем селе Горки стояла каменная церковь, но она не отвечала требованиям жителей Левой Вершины, коих к тому времени насчитывалось более 800 человек.
В 1866 году Иван Филиппович Небольсин вместе с братьями решают построить деревянную церковь из долговечной лиственницы по образцу соседней церкви в Успенской Хаве. Строительство продолжалось более двух лет и в 1868 году церковь была освящена в честь православного праздника Покрова Пресвятой Богородицы. С окончанием строительства храма, деревня Левая Вершина была переименована в Горенские Выселки. Церковные земли имели в своем владении 33 десятины земли. В 1876 году при церкви была открыта церковно-приходская школа. По данным 1905 года, в ней обучалось около 70 детей. Церковь имела штат, состоящий из священника, дьякона и псаломщика (данные на 1900 год).
В 1930-х годах эту церковь постигла учать многих других храмов: священники были репрессированы, колокол сброшен, хотя само здание осталось нетронутым. В начале 1950-х годов её начали разорять: были вскрыты полы, сломаны внутренние стены, вытащено железо, снят крест, колокольня была разобрана на дрова. Основное помещение, «по традиции», использовалось под зернохранилище.
В начале 1990-х годов жителями села был организован сбор средств на восстановление храма, были проведены первые работы, но для более масштабной реставрации нужны были иные средства. В начале 2000-х рухнула крыша трапезной. В настоящее время (2011 год) уникальная для Центрального Черноземья церковь находится в плачевном состоянии.

## Архитектура и внутреннее убранство
В архитектурном плане церковь представляет собой упрощенный тип ярусных храмов. Купол отделан железом. Внутри храма на стенах, обитых досками, сохранился лик Христа с воздетыми руками, потолок по кромке отделан бордюрным орнаментом. Под куполом — изображения святых, написанных на металлических пластинах. На окнах сохранились кованые решётки.

## Современный статус
В настоящее время Церковь Покрова Пресвятой Богородицы в селе Горенские Выселки постановлением администрации Воронежской области N 850 от 14.08.95 г. является объектом исторического и культурного наследия областного значения.

## Фотографии

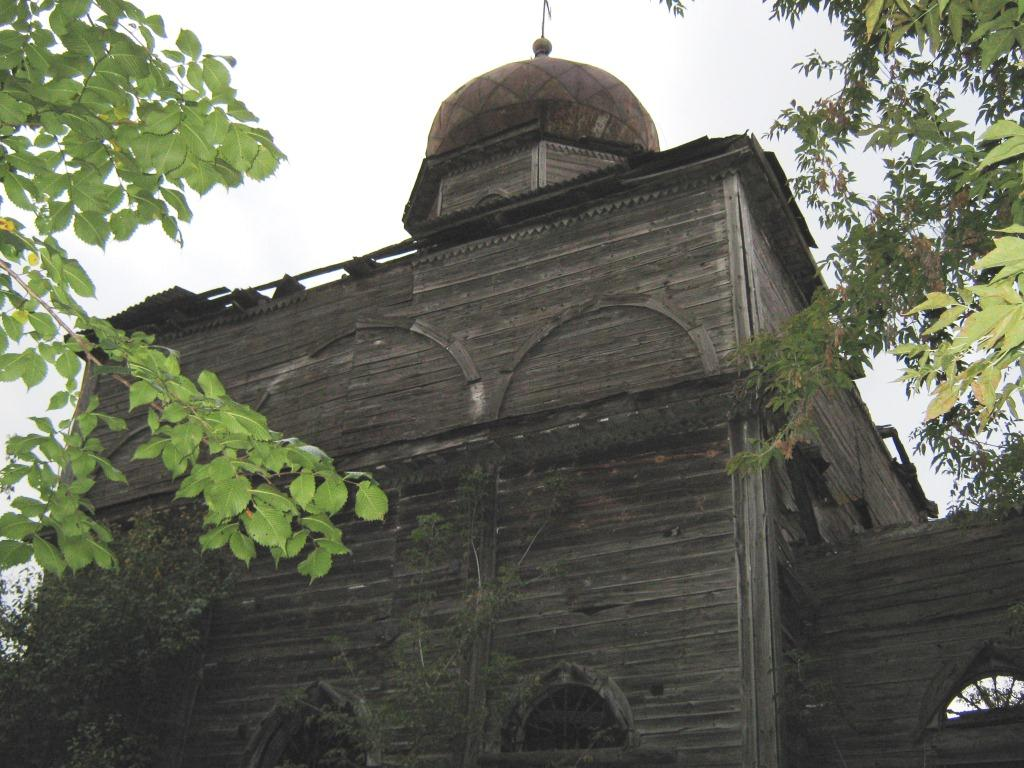
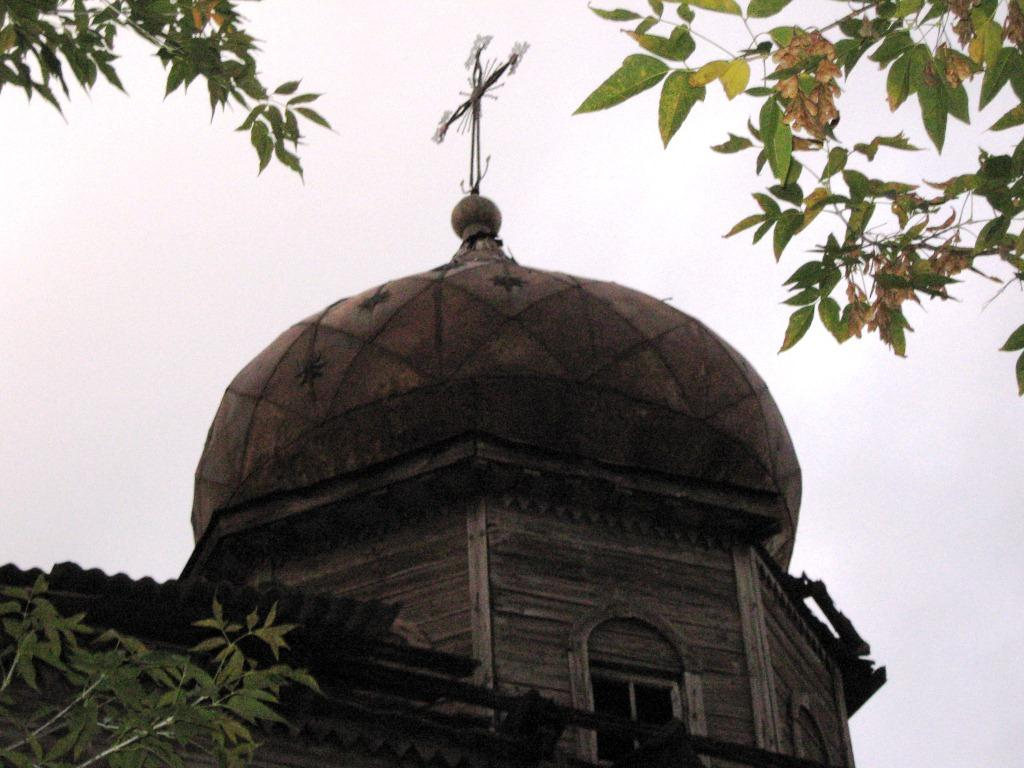
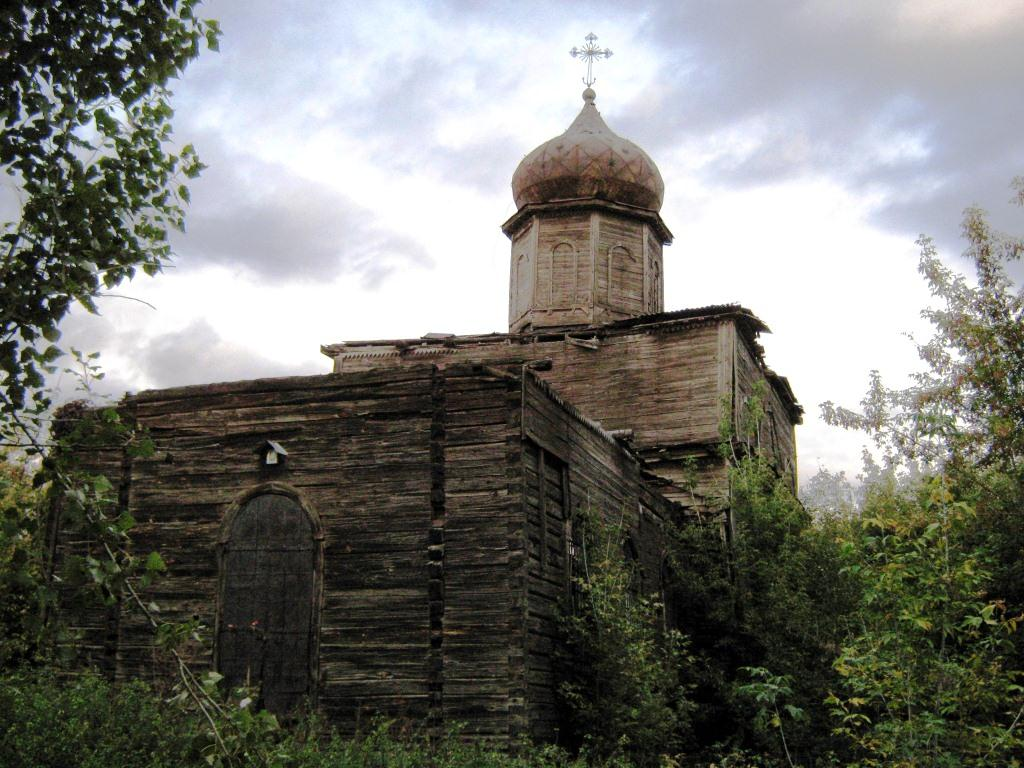
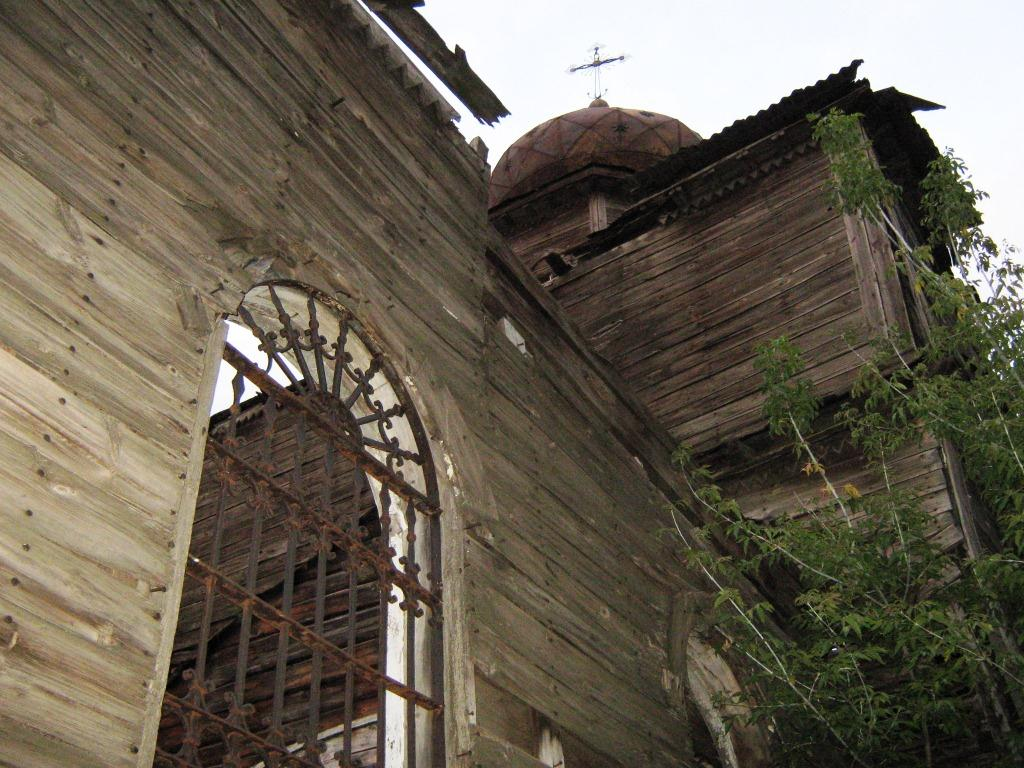